# All for You (cântec)
„All for You” este un cântec al interpretei americane Janet Jackson. Piesa a fost compusă de Jimmy Jam și Terry Lewis și Jackson, fiind inclusă pe cel de-al șaptelea material discografic de studio al artistei, All for You. „All for You” a ocupat locul 1 în Canada și Statele Unite ale Americii, locul 2 în Noua Zeelandă și a obținut clasări de top 10 într-o serie de țări.

## Clasamente
| Clasament                       | Poziția maximă | Referință |
| ------------------------------- | -------------- | --------- |
| Australian Singles Chart        | 5              | [ 2 ]     |
| Austrian Singles Chart          | 30             | [ 2 ]     |
| Belgian Singles Chart (Flandra) | 8              | [ 2 ]     |
| Belgian Singles Chart (Valonia) | 9              | [ 2 ]     |
| Canadian Hot 100                | 1              | [ 3 ]     |
| Denmark Singles Chart           | 10             | [ 2 ]     |
| Dutch Singles Chart             | 5              | [ 2 ]     |
| France Singles Chart            | 3              | [ 2 ]     |
| German Singles Chart            | 16             | [ 4 ]     |
| Italy Singles Chart             | 5              | [ 2 ]     |
| Norway Singles Chart            | 12             | [ 2 ]     |
| New Zealand Singles Chart       | 2              | [ 2 ]     |
| Swedish Singles Chart           | 13             | [ 2 ]     |
| Swiss Singles Chart             | 7              | [ 2 ]     |
| UK Singles Chart                | 3              | [ 5 ]     |
| U.S. Billboard Hot 100          | 1              | [ 3 ]     |